# Vahvalahti
Vahvalahti är en vik i Finland.   Den ligger i landskapet Norra Savolax, i den centrala delen av landet, 280 km norr om huvudstaden Helsingfors. Vahvalahti ligger vid sjön Vahvanen.